# Droga krajowa B316 (Niemcy)
Droga krajowa 316 (Bundesstraße 316, B 316) – niemiecka droga krajowa przebiegająca z północnego zachodu na południowy wschód od skrzyżowania z autostradą A98 na węźle Lörrach-Ost do drogi B34 w Rheinfelden (Baden) w Badenii-Wirtembergii.

## Trasy europejskie
Droga pomiędzy węzłem Rheinfelden-Mitte na autostradzie A861 a skrzyżowaniem z drogą B34 w Rheinfelden (Baden) jest częścią trasy europejskiej E54 (ok. 2,5 km).